# RCC Boxing Promotions
RCC Boxing Promotions или «РМК Боксинг Промоушен» (бывшая в 1998—2016 — Titov Boxing Promotions) — одна из крупнейших международных спортивных промоутерских компаний в сфере организации и проведения профессиональных боксерских поединков.
Головной офис компании расположен в Екатеринбурге, при этом свою деятельность компания осуществляет по всему миру.
На 2018 год компания организовала и провела более 220 профессиональных турниров по боксу и смешанным единоборствам.

## История
Организация была создана в Екатеринбурге в 1998 году Германом Титовым — профессиональным боксёром и тренером. Её первое название было Titov Boxing Promotions.
C 2006 года промоутерская группа Германа Титова установила контакты с крупнейшими промоутерскими компаниями Европы (Sauerland Event, Arena Box Promotion) и США (Golden Boy Promotions, Top Rank Promotions, Banner Promotions).
В конце 2016 года в результате объединения с Русской медной компанией получила название RCC Boxing Promotions.
В 2013 году исполнительным директором компании становится Алексей Титов — менеджер и промоутер Titov Boxing Promotions, сын Германа Титова.
В ноябре 2016 года Titov Boxing Promotions и Русская медная компания объединили силы и создали совместный проект — RCC Boxing Promotions.
В сентябре 2018 года Алексей Титов вышел из управляющего состава компании.
В 2018 году RCC Boxing Promotions получила награду «Звезда бокса».
В 2019 году RCC Boxing Promotions была признана Лучшим промоушеном года. Такое решение было принято руководителями ведущих организаций WBA, WBO, IBF и WBC. Награду получал генеральный директор Академии единоборств РМК Евгений Звездников.
« Данное объединение усилит наши позиции — наш опыт в боксе и финансовые возможности „Русской медной компании“ позволяют говорить о том, что в ближайшие год-полтора мы станем ведущей промоутерской компанией мира», — прокомментировал сделку в конце 2016 года генеральный директор RCC Boxing Promotions Герман Титов. Архивная копия от 14 августа 2020 на Wayback Machine

## Турниры
Первые боксерские шоу были проведены компанией в родном Екатеринбурге и области — на лучших спортивных площадках Уральского региона. Такие бойцы как Григорий Дрозд, Руслан Проводников и Дмитрий Пирог начали свою карьеру в профессиональном боксе именно с Titov Boxing.
С начала 2000-х годов компания выходит на международный рынок — организует бои в Европе и Азии, а в 2009 был организован первый турнир в США (в Emerald Queen Casino, Tacoma, Washington), в котором приняли участие четыре российских боксера. С 2006 года у Titov Boxing Promotions заключает контракты и налаживает связи с крупными промоутерскими компаниями Европы (Arena Box-Promotion, Sauerland Event Архивная копия от 21 декабря 2016 на Wayback Machine) и США (Banner Promotions INS Архивная копия от 15 августа 2020 на Wayback Machine, Top Rank Архивная копия от 1 февраля 2017 на Wayback Machine, Golden Boy Promotions).
В июле 2010 года в Лас-Вегасе состоялся бой за звание чемпиона мира с участием Дмитрия Пирога. Турнир прошел при поддержке двух крупнейших американских компаний, трансляцию поединка вел профессиональный телеканал HBO.
В марте 2013 года Titov Boxing Promotions организует боксерский поединок в Калифорнии с участием Руслана Проводникова («Сибирский Рокки»), где он сразился с Тимоти Брэдли за звание чемпиона мира по версии WBO.
11 июля 2016 года силами Titov Boxing Promotions был организован бой за звание чемпиона мира по трем мировым версиям WBO, WBA Super World и IBF. В организации принимали участие и американские партнеры — Main Events. Звездой боя стал один из топовых бойцов мирового бокса Сергей Ковалёв. Посмотреть на этот поединок в Екатеринбург (место проведения боев) съехалось более 13,5 тысяч зрителей.
В 2005—2008 годах Titov Boxing Promotions получала признание как лучшая промоутерская компания России и Азиатско-Тихоокеанского региона (по версиям WBO, WBA и WBC)
За годы своей работы при участии RCC Boxing Promotions было организовано более 40 боксерских шоу по всему миру.
В 2019 году RCC Boxing Promotions выступила организатором боя Сергея Ковалёва и Энтони Ядра за титул чемпиона мира по версии WBO. Бой был номинирован на событие года
В 2021 году компания смогла провести бой Дмитрия Бивола против Умара Саламова за титул чемпиона мира WBA. 
В феврале 2023 года Федерация бокса России признала RCC Boxing Promotions лучшей промоутерской компанией 2021-2022 годов. 
В таблице перечислены результаты всех поединков боксёров.
В каждой строке указан результат поединка. Дополнительно номер поединка обозначен цветом, который обозначает итог поединка. Расшифровка обозначений и цветов представлена в нижеследующей таблице.
| Пример | Расшифровка                     |
| ------ | ------------------------------- |
|        | Победа                          |
|        | Ничья                           |
|        | Поражение                       |
|        | Планируемый поединок            |
|        | Поединок признан несостоявшимся |
| КО     | Нокаут                          |
| ТКО    | Технический нокаут              |
| PTS    | Решение судей (по очкам)        |
| UD     | Единогласное решение судей      |
| MD     | Решение большинства судей       |
| SD     | Раздельное решение судей        |
| RTD    | Отказ от продолжения боя        |
| DQ     | Дисквалификация                 |
| NC     | Поединок признан несостоявшимся |

### 7 ноября 2020 года. Екатеринбург, Россия
Место — Академия единоборств РМК.
Главный бой вечера — Мухаммад Якубов, Таджикистан vs Томас Рохас, Мексика 
Трансляция — Матч Боец, Бокс ТВ, RCC: MMA & Boxing
| Боксёр                         | Итог боя  | Боксёр                          | Примечания                                                                                        |
| ------------------------------ | --------- | ------------------------------- | ------------------------------------------------------------------------------------------------- |
| Мухаммад Якубов (15-0-0)       | UD12 (12) | Томас Рохас (51-18-1)           | Поединок за титул WBC International в полулегком весе. Счет судей 117—111, 118—110, 119—110       |
| Марк Урванов (17-2-1)          | KO7 (12)  | Акжол Сулайманбек Уулу (15-0-0) | Поединок за титул WBA Gold в полулегком весе.                                                     |
| Магомед Курбанов (18-0-0)      | UD10 (10) | Исмаил Илиев (51-18-1)          | Рейтинговый бой. Счет судей 96-93, 95-94, 97-92                                                   |
| Евгений Тищенко (6-0-0)        | KO3 (10)  | Маркус Антонио Аумада (21-8-0)  | Рейтинговый бой. Маркус дважды в нокдауне в третьем раунде — в 00:20 и 1:29.                      |
| Владислав Красношеин (7-1-1)   | MD8 (8)   | Евгений Чупраков (21-2-0)       | Рейтинговый бой. Красношеин в нокдауне в 5 раунде (2:25), Чупраков в нокдауне в 8 раунде (00:20). |
| Дмитрий Хасиев (8-2-2)         | KO2 (6)   | Никита Кузнецов (11-0-2)        | Рейтинговый бой. Кузнецов дважды в нокдауне во втором раунде — в 00:51 и 1:13.                    |
| Игорь Адлейба (8-2-2)          | TKO4 (6)  | Аркадий Харутунян (11-0-2)      | Рейтинговый бой.                                                                                  |
| Асрор Вохидов (6-0-0)          | UD6 (6)   | Эржан Залилов (11-1-1)          | Рейтинговый бой. Счет судей 58-55, 58-55, 58-55. Вохидов в нокдауне в пятом раунде (00:16).       |
| Дмитрий Юн (3-0-0)             | RTD4 (6)  | Станислав Максюченко (2-1-1)    | Рейтинговый бой.                                                                                  |
| Владислав Войцеховский (2-0-0) | MD6 (6)   | Владимир Котляров (2-0-1)       | Рейтинговый бой. Счет судей 57-57, 59-55, 59-55.                                                  |

### 24 января 2020 года. Екатеринбург, Россия.
Место — Академия единоборств РМК -Главный бой вечерарств РМК
Главный бой вечера — Равшанбек Умурзаков, Узбекистан vs Есенкеер Корреа, Венесуэла 
Трансляция — Матч Боец, Бокс ТВ, RCC: MMA & Boxing
| Боксёр                           | Итог боя  | Боксёр                             | Примечания |
| -------------------------------- | --------- | ---------------------------------- | --- |
| Есенкеер Корреа (13-2-1)         | TKO7 (10) | Равшанбек Умурзаков (10-0-0)       | Рейтинговый бой. Корреа получил −1 балл в 4 раунде, Умурзаков в нокдауне в 5 раунде (1:26) и в 7 раунде (1:47). |
| Станислав Калицкий (9-0-0)       | UD10 (10) | Алан Кастильо (27-8-0)             | Рейтинговый бой. Счет судей 99-91, 97-93, 100-90.                                                               |
| Эдуард Скавинский (11-0-0)       | UD10 (10) | Нахуэель Альберто Галесси (13-5-1) | Рейтинговый бой. Счет судей 99-91, 97-93, 100-90.                                                               |
| Евгений Ляшков (3-1-0)           | UD8 (8)   | Зафар Парпиев (8-1-0)              | Рейтинговый бой. Счет судей 79-73, 80-72, 79-73.                                                                |
| Дмитрий Юн (2-0-0)               | UD6 (6)   | Артём Айвазиди (12-16-1)           | Рейтинговый бой. Счет судей 60-54, 60-54, 60-54.                                                                |
| Магомед Курбанов (5-0-0)         | UD6 (6)   | Бахтир Абдурахимов (10-12-0)       | Рейтинговый бой. Счет судей 60-54, 60-54, 60-54.                                                                |
| Мурат Рамазанов (2-0-0)          | UD4 (4)   | Илья Баландин (4-2-1)              | Рейтинговый бой. Счет судей 40-36, 40-36, 40-36.                                                                |
| Мухаммадсалим Сотволдиев (2-0-0) | UD4 (4)   | Герин Сох Фонку (2-9-0)            | Рейтинговый бой. Счет судей 39-37, 39-37, 39-37.                                                                |
| Муса Мусаев (дебют)              | TKO2 (4)  | Александр Бобров (дебют)           | Рейтинговый бой.                                                                                                |
| Марат Гашимов (дебют)            | UD4 (4)   | Низимжон Тожибоев (2-5-0)          | Рейтинговый бой. Счет судей 40-36, 40-36, 40-36                                                                 |
| Давид Гладун (1-0-0)             | UD4 (4)   | Евгений Логожа (0-1-0)             | Рейтинговый бой. Счет судей 40-36, 40-36, 40-36                                                                 |

### 2 ноября 2019 года, Екатеринбург, Россия
Место — Академия единоборств РМК
Главный бой вечера — Мухаммад Якубов, Таджикистан vs Абрахам Монтойа, Мексика 
Трансляция — Матч Боец, Бокс ТВ, RCC: MMA & Boxing
| Боксёр                       | Итог боя  | Боксёр                       | Примечания |
| ---------------------------- | --------- | ---------------------------- | --- |
| Мухаммад Якубов (14-0-0)     | UD12 (12) | Абрахам Монтойа (18-1-1)     | Бой за титул WBC International. Счет судей 118—109, 118—109, 118—109.                                                       |
| Магомед Курбанов (17-0-0)    | UD12 (12) | Диего Чавес (27-4-1)         | Бой за титул WBO International. Счет судей 117—110, 115—113, 116—111.                                                       |
| Марк Урванов (16-2-1)        | TKO3 (10) | Евгений Чупраков (21-1-1)    | Бой за титул WBO International.                                                                                             |
| Евгений Тищенко (5-0-0)      | RTD6 (10) | Исса Акбербаев (20-0-0)      | Бой за титул WBO Inter-Continental.                                                                                         |
| Игорь Адлейба (8-0-0)        | SD8 (8)   | Эдди Кольменарес (6-0-1)     | Бой за титул чемпиона мира WBO среди молодежи. Счет судей 75-76, 77-74, 76-75. Кольменарес получил штраф в 6 раунде (2:08). |
| Вазир Тамоян (11-2-1)        | UD6 (6)   | Евгений Никитин (5-3-0)      | Рейтинговый бой. Счет судей 58-55, 58-55, 58-55. Тамоян в нокдауне в 4 раунде (2:31).                                       |
| Хайбула Мусалов (1-0-0)      | UD6 (6)   | Карен Аветисян (9-29-4)      | Рейтинговый бой. Счет судей 60-56, 59-55, 59-55.                                                                            |
| Асрор Вохидов (5-0-0)        | UD6 (6)   | Андрей Федорцов (4-0-0)      | Рейтинговый бой. Счет судей 58-56, 59-55, 59-55.                                                                            |
| Василий Войцеховский (1-0-0) | TKO2 (4)  | Денис Хаматов (5-1-0)        | Рейтинговый бой. |
| Иван Чирков (1-0-0)          | UD4 (4)   | Дастанбек Иманказиев (2-0-0) | Рейтинговый бой. Счет судей 40-36, 40-36, 40-36.                                                                            |
| Жавохирбек Каримов (3-0-1)   | UD4 (4)   | Станислав Предыбайло (2-3-0) | Рейтинговый бой. Счет судей 38-37, 38-37, 38-37. Каримов в нокдауне в 4 раунде (00:11).                                     |

### 7 сентября 2019 года, Екатеринбург, Россия
Место — Академия единоборств РМК
Главный бой вечера — Владислав Красношеин, Россия vs Станислав Калицкий, Казахстан
Трансляция — Матч Боец, Бокс ТВ, RCC: MMA & Boxing
| Боксёр                       | Итог боя  | Боксёр                        | Примечания                                                                                      |
| ---------------------------- | --------- | ----------------------------- | ----------------------------------------------------------------------------------------------- |
| Владислав Красношеин (7-0-1) | UD10 (10) | Станислав Калицкий (8-0-0)    | Рейтинговый бой. Счет судей: Dmitry Boldyrev 94-96, Irakli Malazonia 93-97, Roman Petrov 94-96. |
| Равшанбек Умурзаков (9-0-0)  | UD10 (10) | Ролан Алдеа (18-1-1)          | Рейтинговый бой. Счет судей: Dmitry Boldyrev 97-92, Roman Petrov 98-91, Semen Stakheev 98-91.   |
| Никита Кузнецов (10-0-2)     | RTD5 (10) | Брейлор Теран (27-18-1)       | Рейтинговый бой. Травма.                                                                        |
| Магомед Курбанов (4-0-0)     | MD8 (8)   | Сардор Музаффаров (4-2-0)     | Рейтинговый бой. Dmitry Boldyrev 76-76, Semen Stakheev 77-75, Igor Tamadaev 77-75.              |
| Асрор Вохидов (4-0-0)        | TKO6 (8)  | Давит Хованисян (5-7-0)       | Рейтинговый бой. Ilya Kilunin 50-45, Semen Stakheev 50-45, Igor Tamadaev 50-45.                 |
| Арстан Умбиктулов (2-1-0)    | UD6 (6)   | Иван Скрипачев (2-7-2)        | Рейтинговый бой. Ilya Kilunin 59-55, Roman Petrov 60-54, Igor Tamadaev 58-56.                   |
| Зафар Парпиев (7-1-0)        | UD6 (6)   | Иван Скрипачев (10-11-0)      | Рейтинговый бой. Ilya Kilunin 59-55, Roman Petrov 60-54, Igor Tamadaev 59-55.                   |
| Василий Войцеховский (дебют) | UD4 (4)   | Константин Питернов (21-21-0) | Рейтинговый бой. lya Kilunin 38-35, Irakli Malazonia 38-35, Igor Tamadaev 38-35.                |
| Евгений Ляшков (2-1-0)       | UD4 (4)   | Армен Антюнян (дебют)         | Рейтинговый бой. Dmitry Boldyrev 40-36, Ilya Kilunin 40-36, Igor Tamadaev 40-36.                |
| Хайбула Мусалов (дебют)      | TKO3 (4)  | Евгений Терешков (дебют)      | Рейтинговый бой.                                                                                |
| Илья Баландин (3-2-1)        | SD4 (4)   | Виталий Котов (дебют)         | Рейтинговый бой. Ilya Kilunin 39-37, Irakli Malazonia 37-39, Semen Stakheev 39-38.              |
| Сергей Фантаров (3-2-1)      | MD4 (4)   | Виталий Котов (дебют)         | Рейтинговый бой. Ilya Kilunin 39-37, Irakli Malazonia 37-39, Semen Stakheev 39-38.              |
| Иван Никонов (1-0-0)         | TKO4 (4)  | Али Тургуналиев (дебют)       | Рейтинговый бой.                                                                                |

### 24 августа 2019 года,Челябинск,Россия,
Место — Арена Трактор
Главный бой вечера — Сергей Ковалёв, Россия vs Энтони Ярд, Великобритания
Трансляция — Первый Канал, ESPN, BT Sport
| Боксёр                        | Итог боя   | Боксёр                           | Примечания |
| ----------------------------- | ---------- | -------------------------------- | --- |
| Сергей Ковалёв (33-3-1)       | TKO11 (12) | Энтони Ярд (18-0)                | Поединок за титул чемпиона мира в полутяжёлом весе по версии WBO и за вакантный титул чемпиона по версии EBP. |
| Илунга Макабу (25-2)          | MD12 (12)  | Алексей Папин (11-0)             | Поединок за титул «серебряного» чемпиона в первом тяжёлом весе по версии WBC.                                 |
| Евгений Романов (13-0)        | TKO1 (10)  | Дарио Герман Балмаседа (19-17-2) | Рейтинговый поединок в тяжёлом весе.                                                                          |
| Эдуард Скавинский (10-0)      | TKO5 (10)  | Идд Пиалари (26-3-1)             | Рейтинговый поединок в полусреднем весе.                                                                      |
| Мейирим Нурсултанов (11-0)    | UD10 (10)  | Артур Осипов (15-1)              | Рейтинговый поединок в среднем весе.                                                                          |
| Азизбек Абдугофуров (12-0)    | TKO4 (10)  | Гасан Гасанов (16-8-1)           | Рейтинговый поединок в полутяжёлом весе.                                                                      |
| Акжол Сулайманбек уулу (14-0) | KO2 (10)   | Милнер Маркано (20-7)            | Поединок за титул чемпиона Азии во втором полулёгком весе по версии WBA.                                      |
| Эржан Тургумбеков (6-0-1)     | UD10 (10)  | Георгий Лашко (9-0)              | Поединок за вакантный титул чемпиона во втором полулёгком весе по версии EBP.                                 |
| Энрико Гогохия (10-0)         | TKO2 (8)   | Рафик Харутунян (12-2)           | Рейтинговый поединок в первом среднем весе.                                                                   |
| Алексей Тухтаров (3-14-5)     | MD4 (4)    | Григорий Варосян (дебют)         | Рейтинговый поединок в полусреднем весе.                                                                      |
| Жавохирбек Каримов (2-0-1)    | MD4 (4)    | Дмитрий Рыжих (дебют)            | Рейтинговый поединок во втором полулёгком весе.                                                               |

## Бойцы
Чемпионы мира «выращенные» Titov/RCC Boxing Promotions:
- Дмитрий Пирог (2010—2012)
- Руслан Проводников (2013—2014)
- Евгений Градович (2013—2015)
- Григорий Дрозд (2014—2016)

Также компания работает с известными профессиональными бойцами:
- Заур Абдуллаев
- Михаил Алексеев
- Юрий Кашинский
- Магомед Курбанов
- Василий Лепихин
- Павел Маликов[англ.]
- Дмитрий Михайленко
- Рустам Нугаев
- Шавкат Рахимов
- Евгений Романов
- Евгений Тищенко
- Марк Урванов
- Евгений Чупраков
- Мухаммадхуча Якубов
- Мурад Арсланов
- Даулет Даукенов

## Трансляции
С 2004 года Titov Boxing Promotions эффективно сотрудничает с такими медиа-холдингами как «Первый канал» (к настоящему моменту в эфире ТК «Первый Канал» состоялось более 20-ти трансляций боев, организованных RCC Boxing Promotions), «РЕН ТВ», «НТВ-Плюс», «Россия-1», «Матч ТВ».
В феврале 2014 года силами Titov Boxing был организован специализированный телеканал «Бокс ТВ».
В 2019 году бой Сергея Ковалёва против Энтони Ярда показывали в 100 странах. Видеопотоки распределяли Первый канал, ESPN и BT Sport.